# Influenzavírus A
Influenzavirus A é um género da família de vírus Orthomyxoviridae. Influenzavirus A inclui uma única espécie: Influenza A virus que causa influenza em aves e alguns mamíferos. Foram isoladas estirpes de todos os subtipos de Influenzavirus A em aves selvagens, embora a doença raramente se manifeste. Alguns isolados de Influenza A causam doença severa em aves domésticas e, raramente, em humanos. Ocasionalmente os vírus são transmitidos de aves aquáticas selvagens a aves domesticadas, podendo ocorrer um surto ou originar-se pandemias de gripe humana.

## Variantes e subtipos
As variantes são identificadas e designadas de acordo com o isolado a que se assemelham e com o qual se presume partilharem linhagem (por exemplo, tipo fujiano); de acordo com o seu hospedeiro típico (por exemplo vírus da gripe humana); de acordo com o seu subtipo (por exemplo H5N1); e de acordo com a sua letalidade (por exemplo LP). Portanto, uma gripe causada por um vírus semelhante ao isolado A/Fujiano/411/2002(H3N2) é designada gripe fujiana, gripe humana, e gripe H3N2.
As variantes são por vezes designadas segundo o hospedeiro para o qual a estirpe é endémica ou à qual está adpatada. As principais variantes seguindo esta convenção são:
- Gripe das aves
- Gripe humana
- Gripe suína
- Gripe equina
- Gripe canina

Os subtipos de Influenzavirus A são designados usando um número H (de hemaglutinina) e um número N (de neuraminidase). Cada subtipo sofre mutações que produzem uma variedade de estirpes com diferentes perfis patogénicos; alguns são patogénicos para apenas uma espécie, alguns patogénicos para várias espécies. A maioria das estirpes conhecidas são estirpes extintas. Por exemplo, o subtipo de gripe anual H3N2 deixou de incluir a estirpe que provocou a gripe de Hong Kong.
Os Influenzavirus A são vírus ARN, segmentados, de cadeia simples e sentido negativo. Existem 18 antigénios HA diferentes (H1 a H18) e onze antigénios NA (N1 a N11) para influenza A. Até há pouco tempo, eram reconhecidos 15 tipos, mas foi isolado um novo tipo (H16) em guinchos-comuns capturados na Suécia e Países Baixos em 1999 e publicado na literatura em 2005. O H17 foi isolado de morcegos morcegos da fruta em 2012. O H18N11 foi descoberto em um morcego peruano em 2013.
Alguns subtipos de Influenzavirus A:
- Influenza A subtipo H1N1
- Influenza A subtipo H5N1
- Influenza A subtipo H7N9